# 伯特勒納鄉
45°47′N 22°35′E / 45.783°N 22.583°E
伯特勒納鄉（羅馬尼亞語：Comuna Bătrâna, Hunedoara），是羅馬尼亞的鄉份，位於該國西部，由胡內多阿拉縣負責管轄，面積85平方公里，海拔高度960米，2007年人口161，人口密度每平方公里2人。